# Éric Chazot
Eric Chazot, né le 2 novembre 1949, est un écrivain français, spécialiste de l'art himalayen du Népal et du Tibet.

## Biographie
Eric Chazot a vécu au Népal de 1975 à 1988. Il est considéré comme l'un des grands spécialistes des masques et arts tribaux himalayens. Auteur de nouvelles, de poèmes, de romans, il a écrit de nombreux articles pour des revues, rédigé le texte de multiples catalogues et assuré le commissariat scientifique d'expositions (Facing the Gods Smithsonian, Le Visage des Dieux Musée St Antoine l'Abbaye...).
En 1987, il voyage avec Patrick Carré, Marie-José Lamothe et André Velter au Tibet, ensemble ils réalisent Tibet 87, renaissance ou illusion, une série d'émissions sur France Culture consacrées au Pays des Neiges,.
Il a été l'un des premiers à découvrir et faire connaître à l'Occident, les fascinants masques tribaux Himalayens, un art négligé jusque là, autant par les ethnologues que par les musées. Eric Chazot a aussi fait des recherches de terrain sur les chamanes et leurs transes et il a étudié le texte du "Tantra de Chandamaharosana" auprès de Dharma Gourouji, un vieux sage néwar, adepte tantrique. (éditions du Rocher, 2015). Il est également l'auteur d'un roman biographique sur le célèbre roi Pratap Malla de Katmandou (1641-1674) qui se faisait appeler "Kavindra" le roi des poètes. 

### Romans
- 1976 : Romandala, Presse Hyporéaliste. Katmandou.
- 1995 : Jhankri, Mandala Publication. Katmandou.
- 2017 : Passage Lathuile ou Le manifeste hyporéaliste, (sous le pseudonyme de Hypolite Erals) éditions Atramenta.
- 2020 : Himalaya, Un Amour De Chamane. Mandala Book Point. Katmandou. Népal.
- 2021 : Le Seigneur de Katmandou. Editions El Viso. Paris.

### Articles et Catalogues
- 1981 : Art et chamanisme au Népal , sous pseudonyme de Patrick Pévenage (in : Art tribal du Népal. Galerie ILE DU DEMON. Editions Errances. Paris)
- 1987 : Himalayan Masks, Orientations, Hong Kong.
- 1988 : Facing the gods, catalogue : “SITES” (Smithsonian Institution Travelling Exhibition  Service)
- 1988 : l’art primitif  du Népal, Mc Millan dictionnary of art. Londres.
- 1989 : Annapurna, un sanctuaire menacé, GEO Magazine.
- 1990 : Du primitif au classique, Ed Chabot. Paris
- 1993 : Himalayan tribal Masks, Orientations. Hong Kong.
- 1994 : Masques Sherdukpen et Monpa, Musée Barbier-Mueller. Genève.
- 1995 : Art tribal de l’Himalaya, revue Tribal Arts. Paris / San-Francisco.
- 1996 : Himalayan Masks, revue Tribal Arts. Paris / San-Francisco.
- 1996 : Art et chamanisme dans l’Himalaya, revue Tribal Arts. Paris / San-Francisco.
- 2000 : Visions de sagesse, art du Tibet et de l’Himalaya, musée Déchelette de Roanne.
- 2000 : Le Népal, Encyclopédie électronique Encarta
- 2002 : Als die götter noch jung waren, Museum im Ritterhaus. Offenburg, Allemagne.
- 2003 : Voyage en Mongolie, musée du carnaval et du masque. Binche, Belgique
- 2003 : Masques de l’Himalaya, revue Art tribal Cosignataire avec M. Revelard conservateur du musée de Binche. Belgique.
- 2006 : Sculptures primitives du Népal de l’ouest, revue Tribal Arts. Paris.
- 2006 : Les pèlerins de la pleine lune, Sciences et Avenir. France
- 2006 : Le jour où les chamanes sont rois, revue Animan. Suisse.
- 2006 : L’art érotique du Népal, Sciences et Avenir. France
- 2010 : La danse des masques, Sciences et Avenir. France
- 2010 : Langage du visage, in "Le visage dans tous ses états", Université Paris Descartes.
- 2011 : La Danse Sacrée, in "Le Corps en Mouvement", Université Paris Descartes.
- 2015 : Masks of the Himalayas, in "Becoming another". The Rubin Museum of Art. New York
- 2015: Tantra de Chandamaharosana. Préface  avec Evelyne Delamotte et Pascal Chazot. Éditions du Rocher.

### Livres d'Art
- 1991 : Masks of the Himalayas, Eric Chazot et Lisa Bradley, Pace Primitive. New York.
- 1993 : Demons, gods and heros, Hong Kong Land property. HK
- 1995 : Le visage des dieux, musée St Antoine l’Abbaye. France
- 1995 : Art de la Chine et du Tibet, Musée Abbaye de St Riquier. France
- 2009 : Art & Shaman, no 1. Eric Chazot et L & M Durand-Dessert. ed LMDD. Paris
- 2011 : Art & Shaman, no 2. Eric Chazot et L & M Durand-Dessert. ed LMDD. Paris
- 2016 : Tantra, Théologie de l'amour et de la liberté. Textes Eric Chazot. Photos François Guenet. Editions du Rocher.

### Poésie
- 1976 : Chants du Yab-Yum. Presse Hyporéaliste.
- 2018. Voyage dans un cristal couleur de chair. Atramenta.
- 2022. Le bonheur est un possible. Atramenta.
- 2024. Le sanctuaire des passions. Atramenta.

### Traductions
- 1981 : Contes et Légendes du Népal. Éditions errance. Paris.
- 2015 : Tantra de Chandamaharosana. (Préface). Editions du Rocher.
- 2025: Lord of Kathmandu (traduit par Charlotte Ramble). Mandala Book Point. Katmandou. Népal.